# Peter W. Schiller
Peter Wilhelm Schiller (* 9. Februar 1942 in Frauenfeld, Schweiz) ist ein schweizerisch-kanadischer pharmazeutischer Chemiker.
Schiller erhielt 1966 sein Diplom und wurde 1971 an der ETH Zürich in Chemie promoviert. Als Post-Doktorand war er an der Johns Hopkins University und 1973/74 am Labor für chemische Biologie des Institute for Arthritis, Metabolic and Digestive Diseases der National Institutes of Health in Bethesda/Maryland. Ab 1975 war er (zunächst als Assistant Professor) an der Universität Montreal, an der er Forschungsprofessor in der Abteilung Pharmakologie und Physiologie ist. Außerdem ist er Direktor des Laboratory of Chemical Biology and Peptide Research und Forschungsprofessor am Institut de recherches cliniques de Montréal (IRCM).
Er war Gastwissenschaftler an der University of Washington, Adjunct Professor an der McGill University und am Center for Drug Discovery der Northeastern University, Gastprofessor an der ETH Zürich, der National University of Singapore und der Nanyang Technological University in Singapur. 1995 bis 1997 war er Präsident der American Peptide Society und 2003 Leiter der Abteilung Drug Design and Discovery der American Association of Pharmaceutical Scientists.
Er verbindet interdisziplinäre Zugänge und Synthesewege zur Entwicklung neuer Peptid-basierter Medikamente. So Agonisten und Antagonisten für Opioid-Rezeptoren, die auch in der Opioidforschung und als Kandidaten für Analgetika Verwendung fanden (unter anderem Super-DALDA). Mit Hazel H. Szeto entwickelte er neuartige Peptide, die Mitochondrien als Antioxidantien schützen (Szeto-Schiller-Peptides, SS), mit Anwendungen auf Therapien von mit Mitochondrien verbundenen Krankheiten. Von ihm stammen rund 420 wissenschaftliche Artikel und 17 Patente.
1971 erhielt er den Kern-Preis und die Silbermedaille der ETH Zürich. 1987 erhielt er die Max-Bergmann-Medaille und den Prix Marcel-Piché (verliehen für herausragende Forscher am IRCM), 1994 den kanadischen Galen Award, 1997 war er Fellow der Japan Society for the Promotion of Science und 1998 erhielt er den Vincent du Vigneaud Award.
1991 wurde er Fellow der Royal Society of Canada und 1999 wurde er Offizier des Ordre National du Québec. 2000 wurde er Fellow der American Association of Pharmaceutical Scientists und 2001 der American Association for the Advancement of Science.
Er hat die Schweizer und die kanadische Staatsbürgerschaft.